# Xanca de Przewalski
La xanca de Przewalski (Grallaria przewalskii) és una espècie d'ocell de la família dels gral·làrids (Grallariidae).

## Hàbitat i distribució
Habita la selva pluvial dels Andes del nord del Perú.